# Ямакава, Кикуэ
Кикуэ Ямакава (яп. 山川菊栄; 3 ноября 1890, Токио — 2 ноября 1980, Токио) — японская писательница, эссеистка, социалистическая и феминистская активистка. Одна из основательниц «Общества красной волны», первой женской социалистической организации в Японии.

## Биография

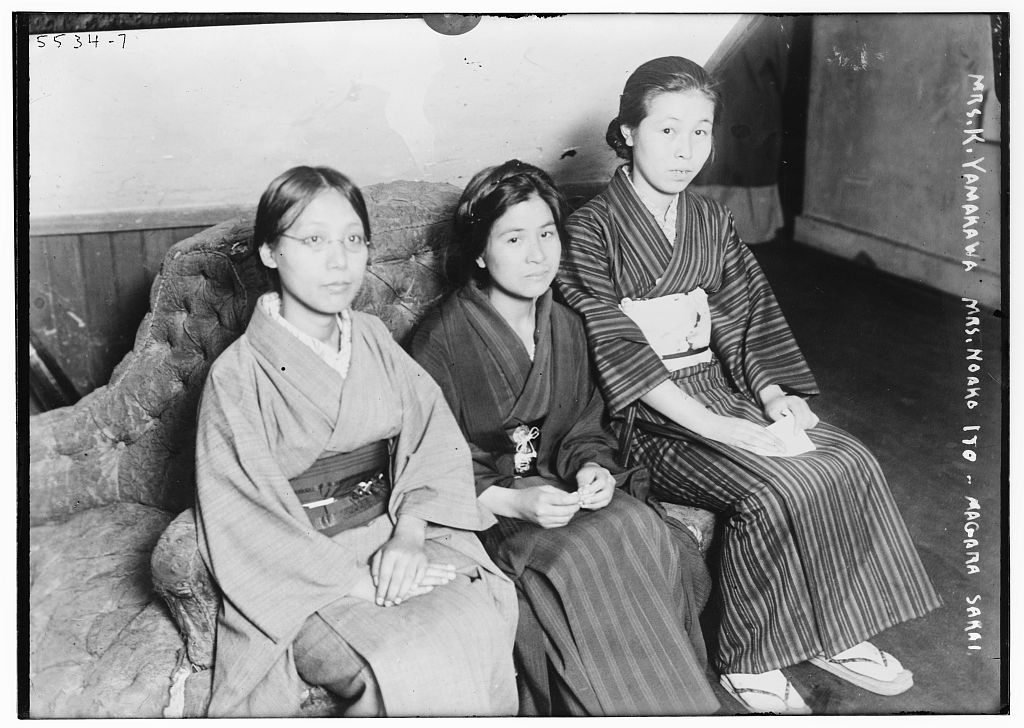
Слева направо: Кикуэ Ямакава, Ноэ Ито и Магара Сакаи, участницы «Общества красной волны»

Кикуэ Морита родилась в 1890 году. В 1908 году начала учёбу в Женском колледже Цуда. В 1916 году вышла замуж за Хитоси Ямакаву, коммунистического деятеля. Наибольшую известность она получила за свои взгляды на проституцию и материнство, в дискуссиях о которых постоянно критиковала позицию либеральных феминисток, считавших, что женщины могут получить всю полноту прав в капиталистическом обществе. В марте 1923 года Ямакава встречалась с корейскими феминистками.
В октябре 1925 года она опубликовала эссе «Особые требования женщин» в ответ на введение закона об избирательном праве для мужчин. Ямакава была рада росту количества социалистических организаций, создаваемых в преддверии грядущих выборов, но в своём эссе также отметила, что среди вносимых ими программных предложений было только три пункта, которые напрямую касались женщин: предоставление избирательных прав для всех людей старше 18 лет, запрет сверхурочной, ночной и опасной работы для женщин и детей и установление оплачиваемого декретного отпуска.
В 1921 году Кикуэ Ямакава и другие активистки создали первую в Японии женскую социалистическую организацию «Общество красной волны» (赤瀾会 Сэкиранкай). В 1910-х и 1920-х годах Ямакава занималась критикой либерального феминизма в женских журналах, а также поднимала вопрос о важности положения женщин в спорах с мужчинами-социалистами. После Второй мировой войны она была назначена первым директором Бюро по правам женщин и несовершеннолетних при Министерстве труда Японии. Историк Такемаэ Эйдзи полагает, что работа Ямакавы в Бюро способствовала назначению других женщин на руководящие должности в будущем. До конца войны Ямакава и её муж отдалились от общественной жизни и переехали в деревню, где выращивали перепёлок. В марте 1946 года вместе с другими активистками она сформировала «Женский демократический клуб», деятельность которого была направлена на повышение влияния женщин на политику. Хотя в целом Ямакава поддержала введение женского избирательного права в 1946 году, она никогда не считала, что одним наличием права голоса можно добиться классового или гендерного равенства. В 1940-х и 1950-х годах она занималась публикацией журнала «Женский голос», а также написала автобиографию «Запись двух поколений женщины», которая вышла в 1956 году.
Ямакава провела ряд научных исследований, в том числе по поручению этнографа Кунио Янагиты рассматривала вопрос положения женщин в самурайских семьях эпохи Эдо. Как утверждает Элисса Фэйсон, её научные работы были популярны в военный и довоенный период. Также она считает Ямакаву одной из самых известных и цитируемых женщин-социалисток довоенной Японии.